# نیو کنسینگتون (پنسیلوانیا)
نیو کنسینگتون (به انگلیسی: New Kensington) شهری در ایالت پنسیلوانیا کشور ایالات متحده آمریکا است که جمعیت آن در سرشماری سال ۲۰۱۰ میلادی، ۱۳٬۱۱۶ نفر بوده‌است.